# Orden de San Jorge
La Orden imperial y militar de San Jorge, mártir y victorioso (del ruso: Императорский Военный орден Святого Великомученика и Победоносца Георгия) es una distinción honorífica rusa así como una de las más antiguas que distingue exclusivamente méritos militares. La orden fue creada en 1769 y restablecida en 1992 tras el colapso de la Unión Soviética. 

## Historia
Fue instituida como orden de caballería del Imperio ruso por Catalina II el 26 de noviembre (según el calendario gregoriano, el 7 de diciembre) de 1769 para recompensar a sus oficiales y soldados. Suprimida por Lenin en 1918, fue reinstaurada por Borís Yeltsin el 20 de marzo de 1992. Hoy es una de las condecoraciones rusas más prestigiosas.

## Grados
Estaba formada por cuatro clases de caballeros y sus colores distintivos eran el naranja y tres barras negras. La primera clase era la más elevada de la Orden.